# Tarık Akan
Tarık Akan (de nacimiento Tarık Tahsin Üregül, 13 de diciembre de 1949 – 16 de septiembre de 2016) fue un actor de cine y productor turco, que comenzó su carrera en la década de 1970.

## Biografía
Tarık Akan nació como Tarık Tahsin Üregül en Estambul el 13 de diciembre de 1949. Fue el tercer hijo de la familia después de una hija y un hijo. Su familia estaba en constante movimiento alrededor de Turquía debido a la ocupación de su padre militar. Educados en Erzurum, completó la educación primaria en Kayseri. Seguida a la jubilación de su padre, la familia se trasladó a Estambul y se establecieron en Bakırköy. Akan asistió a la Universidad Técnica de Yıldız para estudiar ingeniería mecánica, posteriormente se graduó de la Universidad de Periodistas.
Antes de comenzar su carrera en la actuación, trabajó como socorrista en las playas y en un negocio de barcos de alquiler en Bakırköy.
Completó su servicio militar en Denizli en 1979.
Él fue encarcelado por dos meses y medio con celda de aislamiento tras el golpe de Estado turco de 1980.
En 1986, se casó con Yasemin Erkut. Él llegó a ser padre de un hijo, Barış Zeki Üregül, el mismo año. Dos años más tarde, nacieron los gemelos, Yaşar Özgür, un hijo, y Özlem, una hija. La pareja se divorció en 1989.
Su hijo Barış Zeki comenzó una carrera en la actuación en 2009 con la película Deli Deli Olma, junto a su padre.

## Carrera en la actuación
Entró en un concurso de actor de cine de la revista Ses ("Voz"), en el cual terminó subcampeón. Estudió actuación con el famoso director de cine turco Ertem Eğilmez (1929-1989).
Hizo su debut cinematográfico en 1970 a la edad de 21 años en Vefasız, y adoptó el nombre artístico de "Tarık Akan". Entre 1970 y 1975, en el apogeo del Yeşilçam, actuó en 12 películas al año en promedio. Él apareció con Emel Sayın en Mavi Boncuk, Hülya Koçyiğit en Sev Kardeşim, Hale Soygazi en Gece Kuşu Zehra, y entró en la "lista de inolvidables" con Hababam Sınıfı.
Actuó en un total de 110 películas, y ganó numerosos premios en diversos festivales como Cannes y Berlín. Ganó una Mención Honorífica en el 35º Festival de Cine de Berlín por su papel en Pehlivan.

## Enfermedad y muerte
Akan enfermó de cáncer de pulmón, y estuvo en tratamiento por más de un año. En la madrugada del 16 de septiembre de 2016, murió a la edad de 66 años en la estación de cuidados intensivos de un hospital privado en la ciudad de Estambul.
El 18 de septiembre, fue enterrado en el Cementerio Zuhuratbaba de Bakırköy seguido de un servicio conmemorativo realizado en Harbiye Muhsin Ertuğrul Stage y el funeral religioso en la Mezquita Teşvikiye. Al funeral asistieron miles de personas, sus compañeros de reparto, el ex Presidente de Turquía, Ahmet Necdet Sezer, y el líder del principal partido de la oposición, Kemal Kılıçdaroğlu.

## Filmografía

### Década de 1970
- Vefasız (1971) - Halil
- Solan Bir Yaprak Gibi (1971) - Murat Sayman
- Emine (1971) - Metin
- Beyoğlu Güzeli (1971) - Ferit Aker
- Melek mi, Şeytan mı? (1971) - Sedat
- Suçlu (1972) - Hakan
- Üç Sevgili (1972) - Ali
- Tatlı Dillim (1972) - Ferit
- Sisli Hatıralar (1972) - Ferit
- Sev Kardeşim (1972) - Çaliskan
- Kaderimin Oyunu (1972) - Bülent Akman
- Azat Kuşu (1972) - Hakan
- Aşkların En Güzeli (1972) - Ali Yanyali
- Feryat (1973) - Ferdi
- Para (1973) - Murat
- Canım Kardeşim (1973) - Murat
- Umut Dünyası (1973) - Ahmet
- Yeryüzünde Bir Melek (1973) - Ömer Mutlu
- Yalancı Yarim (1973) - Ferdi
- Oh Olsun (1973) - Ferit Haznedar
- Bebek Yüzlü (1973) - Bebek Yüzlü
- Kanlı Deniz (1974) - Ahmet
- Mahçup Delikanlı (1974) - Metin
- Yaz Bekarı (1974) - Orhan Guven
- Memleketim (1974) - Mehmet
- Mavi Boncuk (1974) - Yakisikli Necmi
- Esir Hayat (1974) - Aydin
- Boşver Arkadaş (1974) - Ferit
- Delisin (1975) - Ferit
- Hababam Sınıfı (1975) - Damat Ferit
- Merhaba (Bizim Aile) (1975) - Ferit
- Gece Kuşu Zehra (1975) - Ferit
- Evcilik Oyunu (1975) - Adnan
- Çapkın Hırsız (1975)
- Ateş Böceği (1975) - Tarik
- Ah Nerede (1975) - Ferit
- Hababam Sınıfı Sınıfta Kaldı (1976) - Damat Ferit
- Öyle Olsun (1976) - Ferit
- Kader Bağlayınca (1976) - Murat
- Aşk Dediğin Laf Değildir (1976) - Yakup
- Bizim Kız (1977) - Murat Boga
- Polizia selvaggia (1977) - Murat
- Babanin Evlatlari (1977) - Firildak Ömer
- Sevgili Dayım (1977) - Tarik
- Şeref Sözü (1977) - Sedat
- Nehir (1977) - Sinan
- Baraj (1977) - Orhan
- Lekeli Melek (1978) - Salih
- Sürü (1978) - Sivan
- Seninle Son Defa (1978) - Ugur
- Maden (1978) - Nurettin
- Kanal (1978) - Kaymakan
- Demiryol (1979) - Bülent

### Década de 1980
- Adak (1980) - Mümin Kodja
- Herhangi Bir Kadın (1981) - Bozovali Cemal
- Delikan (1981) - Sefer
- Yol (1982) - Seyit Ali
- Arkadaşım (1982) - Ali
- Kaçak (1982) - Habip
- Gecenin Sonu (1983) - Kadir
- Derman (1983) - Sehmuz
- Çocuklar Çiçektir (1983) - Topal Yakup
- Beyaz Ölüm (1983) - Komiser Yilmakz Gürel
- Yosma (1984) - Kerem
- Pehlivan (1984) - Bilal
- Kayip kizlar (1984) - Komiser Yilmaz
- Damga (1984) - Cengiz
- Alev Alev (1984) - Murat
- Tele Kızlar (1984) - Komiser Sahin
- Son Darbe (1985) - Nazmi Yalçin
- Paramparça (1985) - Tayfun
- Kan (1985) - Haydar Ali / Seyit Aga
- Bir Avuç Cennet (1985) - Kamil
- Kıskıvrak (1986) - Yilmaz
- Ses (1986) - Adam
- Halkali köle (1986)
- Beyoğlu`nun Arka Yakası (1986) - Haydar Riza
- Adem ile Havva (1986) - Münir Kozan
- Acı Dünyalar (1986) - Yusuf
- Su da yanar (1987) - Film Yönetmeni
- Yağmur Kaçakları (1987)
- Skandal (1987) - Çetin
- Kızımın Kanı (1987) - Cemil
- Çark (film) (çark (1987) - Rauf
- Üçüncü göz (1988) - Tunç
- Kimlik (1988) - Hoca
- El Kapilari (1988) - Zeynel
- Dönüş (1988) - Berde
- Layla (1989) - Mecnun
- Isa Musa Meryem (1989) - Musa

### Década de 1990
- Ikili Oyunlar (1990)
- Karartma Geceleri (1990) - Mustafa Ünal
- Bir Küçük Bulut (1990) - Saycan
- Berdel (1990) - Ömer
- Uzun ince Bir Yol (1991) - Müsfik
- Sîyabend û Xecê (1991) - Siyabend
- Bir Kadın Düşmanı (1991) - Ziya
- Devlerin Ölümü (1991) - Yönetmen / Hoca / Dava Vekili / Aga
- Yolcu (1993) - Makasçi
- Çözülmeler (1993) - Ugur
- Aşk Üzerine Söylenmemiş Herşey-Hep Aynı (1995)
- Mektup (1996) - Ragip
- Hayal kurma oyunlari (1999) - Baba
- Eylül Fırtınası (1999) - Hüseyin Efe

### Década del 2000
- Gülüm (2002) - Ali
- Meşrutiyet - Abdülhamit Düşerken (2002) - Mahmut Sevket Pasa
- Vizontele Tuuba (2004) - Güner Sernikli
- Ankara cinayeti (2006) - Kazim Orbay
- Piano Girl (2009) - Miska
- Yol: The Full Version (2017) - Seyit Ali (final film role)

## Premios y nominaciones
Festival Internacional de Cine de Berlín
| Año  | Categoría        | Película | Resultado |
| ---- | ---------------- | -------- | --------- |
| 1985 | Mención especial | Pehlivan | Ganador   |

### Premios Naranja de oro
| Premios                     | Premios                                                                           | Premios                         |
| --------------------------- | --------------------------------------------------------------------------------- | ------------------------------- |
| Precedido por Murat Soydan  | Naranja de oro Premio Mejor Actor 1973 para Suçlu                                 | Logrado por Hakan Balamir       |
| Precedido por Kemal Sunal   | Naranja de oro Premio Mejor Actor 1978 para Maden                                 | Logrado por no se otorgarán     |
| Precedido por Genco Erkal   | Naranja de oro Premio Mejor Actor 1984 para Pehlivan                              | Logrado por Hakan Balamir       |
| Precedido por Aytaç Arman   | Naranja de oro Premio Mejor Actor 1989 para Üçüncü Göz 1990para Karartma Geceleri | Logrado por Ekrem Bora          |
| Precedido por no se celebró | De oro Boll Premio Mejor Actor 1992 para Karartma Geceleri                        | Logrado por Menderes Samancılar |
| Precedido por Fırat Tanış   | Naranja de oro Premio Mejor Actor 2003 para Gülüm                                 | Logrado por Olgun Şimşek        |